# Fotbalové I. B třídy
I. B třídy (první B třídy) jsou sedmou nejvyšší fotbalovou ligou v České republice a nejnižší úrovní v krajích. Jsou řízeny krajskými fotbalovými svazy a v Praze Pražským fotbalovým svazem. První B třídy se ještě mohou dělit na skupiny, které jsou na stejné úrovni – jejich vítězové postupují do příslušné I. A třídy podle zastoupení klubů v daném kraji nebo kvůli lepší dostupnosti. Nižší soutěží jsou fotbalové II. třídy (nejvyšší okresní/městská úroveň).
- Praha[1]
- Středočeský kraj[2]
- Jihočeský kraj[3]
- Plzeňský kraj[4]
- Karlovarský kraj[5]
- Ústecký kraj[6]
- Liberecký kraj[7]
- Královéhradecký kraj[8]
- Pardubický kraj[9]
- kraj Vysočina[10]
- Jihomoravský kraj[11]
- Olomoucký kraj[12]
- Moravskoslezský kraj[13]
- Zlínský kraj[14]

Poznámky:
- KFS – Krajský fotbalový svaz, PFS – Pražský fotbalový svaz